# Gaobeidian
För andra betydelser, se Gaobeidian (olika betydelser).
Gaobeidian är en stad på häradsnivå  i norra Kina, och är en del av Baodings stad på prefekturnivå  i provinsen Hebei. Den ligger omkring 78 kilometer sydväst om huvudstaden Peking. Den har lite över en halv miljon invånare på en yta av 672 km². Staden är belägen ungefär halvvägs mellan Peking och Baoding.

## Demografi
| Område                         | Invånarantal 1 juli 1990 | Invånarantal 1 november 2000 |
| ------------------------------ | ------------------------ | ---------------------------- |
| Stad (de jure)                 | Ingen uppgift            | 543 335                      |
| Stad (de facto)                | 458 813                  | 538 582                      |
| Urban befolkning (de facto)    | 44 262                   | 166 910                      |
| ...varav centralort (de facto) | 30 855                   | Ingen uppgift                |

Gaobeidian var tidigare en landsbygdskommun med namnet Xincheng (centralortens namn var dock Gaobeidian), och blev en stad någon gång mellan åren 1990 och 2000. 